# 哈姆斯頓大學
哈姆斯頓大學（英語：Armstrong University)，又譯阿姆斯壯大學或阿姆斯特朗大學，是美國加州灣區的一家野雞大學，目前已经关闭。學校曾在柏克萊及奧克蘭設有校舍。

## 歷史
哈姆斯頓大學的前身是加州私人秘書學校(California School for Private Secretaries)，由J·伊文·哈姆斯頓(J. Evan Armstrong)於1918年創立。1921年，學校擴展科目，並改名為哈姆斯頓商科學校(Armstrong Schools of Business)，並於1927年開始頒授學士學位。

## 認受性問題
在聯合國的國際大學聯盟(The International Association of Universities，IAU)的資料庫中並無哈姆斯頓大學的資料，亦未見於美國專上教育辦公室認可名單之列、更無國際商管評審機構(AACSB)的認證和六大地區的認證。
另外，美國奧勒岡州政府對該校所頒授的學位只作有限度的承認。
榮譽博士學位的頒受條件亦很有問題：每年由世界华商投资基金会及美国美亚发展协会主办的《世界杰出华人奖》的所有得奖者，從第一屆到第八屆的得獎者都會自動獲得大學的荣誉博士学位，所以這兩項活動一直都是一併舉行。外間相傳只要有一千萬美元即可成交，《壹週刊》甚至指出：要獲該大學頒發世界傑出華人連榮譽博士銜約需七十萬港元，但由該等學店頒受的學位及銜頭有名無實，申請政府職位或升學進修時亦不會獲承認。
基於以上理由，學校的國際認受性受到質疑。另其在網頁/Google Maps聲稱位於柏克萊「分校」的地址實際上並不存在，兩者實地分別為住宅及一所名Berkeley High School的中學。
2011年7月18日方舟子炮轰乐嘉的母校美国阿姆斯壮大学是一所野鸡学校。

## 著名校友

### 榮譽博士
- 關德興 (1996年度，榮譽人文博士)
- 楊健明 (2006年度，香港大學SPACE 院長)
- 許浩明 (2007年度，香港政府 學歷評審局副主席)
- 李昌鈺 (2007年度，華裔刑事鑑識及法證專家)
- 趙泰來 (2007年度，伍廷芳的曾外孫)
- 姜昆 (2007年度，中國相聲表演藝術家)
- 鍾景輝 (2007年度，榮譽哲學博士學位，香港戲劇藝人)
- 陳妙瑛 (2007年度，榮譽工商管理博士學位，香港商人及前藝人)
- 張玉珊 (2007年度，榮譽工商管理博士學位，香港商人及前藝人)
- 梁嘉聰 (2007年度，榮譽工商管理博士學位，只有中五學歷)
- 張月仙 (榮譽管理學博士，化妝品零售公司主席)
- 何志平
- 李卓民牧師 (甘泉航空主席)
- 鄭敏泰 (安莉芳主席)
- 陳如敏 (Amanda Tann，榮譽哲學博士，活學教育創辦人)[7]
- 關景鴻 (移民顧問)
- 李志誠
- 劉貴 （石家莊外國語學校特級教師）[8]
- 楊小玲 (Jackeline Yeung，榮譽博士，綠葉療膚中心創辦人)[9]
- 蕭炎坤

### 其他
- 勇
- 王鵬飛
- Jovy Marcelo（英语：Jovy Marcelo）：菲律賓賽車手
- 柯燚
- 乐嘉
- 陳欽杰

## 外部連結
- 學校網址
- 雅虎地圖：學校網址
- 世界華商投資基金會網址（页面存档备份，存于）
- 世界華商投資基金會有關冒名者的聲明